# 4. armáda (mobilizace 1938)
4. armáda byla polní armáda která v době mobilizace v roce 1938 měla za úkol bránit jižní hranici Československa od toku Vltavy u Zlaté Koruny v Jižních Čechách po soutok Moravy a Dunaje u Devína. Celková délka hlavního obranného postavení činila 312 km.
Velitelství 4. armády vzniklo 27. září 1938 v 0:00 hodin z dosavadního Zemského vojenského velitelství Košice. Velitelem 4. armády byl armádní generál Lev Prchala, který disponoval 9 divizemi (4 pěší divize, 1 skupina v síle pěší divize, 2 hraniční oblasti v síle pěší divize, 2 rychlé divize).
Stanoviště velitele se nacházelo v Brně.

## Úkoly 4. armády
Úkolem 4. armády byla obrana hlavního obranného postavení. V případě jeho prolomení mělo dojít ke zpomalení útoku za pomoci druhosledových jednotek a k zastavení nepřítele na druhém obranném postavení, které mělo v některých úsecích charakter linie lehkého opevnění (např. v úseku VI. sboru v jižních Čechách) nebo pouze polních obranných postavení (III. sbor). Obecně byly v oblasti 4. armády předpokládány útoky na směrech Kaplice - České Budějovice, Nová Bystřice - Jindřichův Hradec, Znojmo - Brno. Obrana jižní hranice byla ztížena faktem, že až do obsazení Rakouska Německem v březnu 1938 zde neprobíhala intenzivní výstavba lehkého opevnění a proto byl podíl dokončených objektů nižší než v jiných oblastech.

## Podřízené jednotky

### Vyšší jednotky[1]
- VI. sbor
- III. sbor
- Hraniční pásmo XIV
- V. sbor
- 2. rychlá divize

### Ostatní jednotky
- dělostřelecký pluk 51 (2 oddíly)
- dělostřelecký pluk 53 (2 oddíly)
- dělostřelecký pluk 57 (2 oddíly)
- dělostřelecký oddíl I/304
- dělostřelecký oddíl I/305
- dělostřelecký oddíl II/301
- oddíl hrubých minometů IV
- dělostřelecký zpravodajský oddíl 3
- ženijní rota 70, 74
- telegrafní prapor 74
- telegrafní rota 107, 108, 110
- stavební telegrafní rota 92

### Letectvo IV. armády
Velitelství IV. armády podléhaly i jednotky letectva, v jejichž čele stál plukovník letectva František Sazima.
Jednotky přidělené pozemním formacím
- IV. armáda (velitelství):
  - 9. letka (pozorovací) - Letov Š-328
  - 103. letka (kurýrní)
- VI. sbor: 2. letka (pozorovací) - Letov Š-328
- III. sbor: 8. letka (pozorovací) - Letov Š-328
- HP XIV: 7. letka (pozorovací) - Letov Š-328

Skupina bojového letectva IV. armády
- Peruť III/1 (stíhací)
  - 31. letka - Avia B-534
  - 32. letka - Avia B-534
  - 34. letka - Avia B-534
- Peruť V/3 (stíhací)
  - 45. letka - Avia B-534
  - 49. letka - Avia B-534
  - 53. letka - Avia B-534
- Peruť III/5 (lehká bombardovací)
  - 75. letka - Aero Ab-101
  - 76. letka - Aero Ab-101
  - 77. letka - Aero Ab-101